# بيوفا ماسايا
بيوفا ماسايا (بالإيطالية: Piovà Massaia)‏ هي بلدة وبلدية في مقاطعة أستي في إقليم بييمونتي في جنوب إيطاليا.

## السكان
في سنة 1861 بلغ عدد السكان 1٬751 نسمة، وتطور العدد ليصل في سنة 2011 لـ 680 نسمة.
يظهر هذا المخطط البياني تطور النمو السكاني لـ بيوفا ماسايا